# Куктаун
Ку́ктаун (англ. Cooktown, досл.: «Город Кука») — небольшой город в северной части австралийского штата Квинсленд, центр графства Кук (англ. Cook Shire). Население города по оценкам на 2001 год составляло примерно 1 573 человека, а население всего графства Кук — 3812 человек (2008 год). Куктаун — последний крупный населённый пункт на восточном побережье Австралии. Ближайший крупный город — Кэрнс (расположен в 180 километрах на юге).

## География
Куктаун расположен на восточном побережье полуострова Кейп-Йорк, на берегу Кораллового моря, в районе устья реки Индевор (англ. Endeavour River). В 30 километрах на юг начинается обширный горный массив, являющийся частью Большого Водораздельного хребта. Высота некоторых пиков этого массива достигает 1300 метров.
На расстоянии 25 километров от Куктауна в Коралловом море начинается Большой Барьерный риф.

## История

### Прибытие Кука

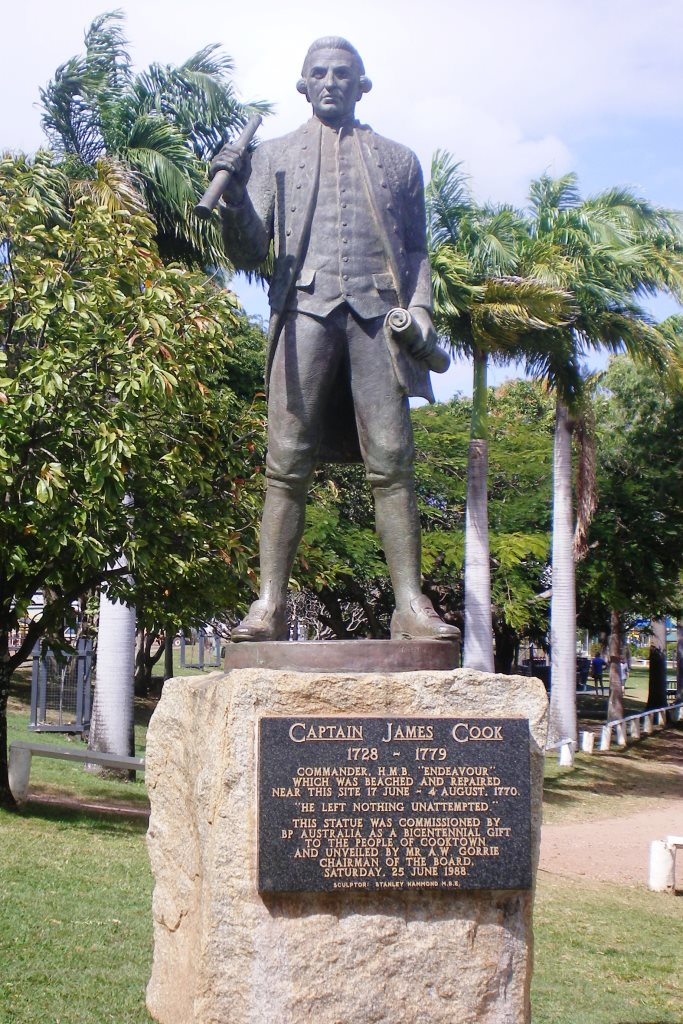
Памятник Джеймсу Куку в Куктауне

23 июня 1770 года бухта Куктауна стала местом встречи двух совершенно различных культур. В этот день австралийские аборигены племени гуугу йимитир (англ. Guugu Yimithirr, кууку-йимитир) могли наблюдать парусное судно, осторожно подходящее к их берегу. Это было судно «Индевор», под командованием Джеймса Кука, совершавшего своё первое кругосветное плавание. Чуть ранее, 11 июня, судно напоролось на риф и серьёзно повредило обшивку. Команде удалось временно заделать пробоину, после чего было принято решение искать подходящее место для ремонта.
В итоге британцы провели семь недель на месте, где в настоящее время расположен Куктаун. Они были заняты ремонтом судна, пополнением запасов продовольствия и воды, уходом за больными. Во время этой вынужденной остановки учёные Даниил Соландер и Джозеф Банкс, которые сопровождали Кука в экспедиции, занимались сбором и описанием новых видов растений, а художник Сидней Паркинсон иллюстрировал их. Он стал первым английским художником, кому удалось изобразить местных аборигенов.
В течение нескольких недель ботаник Кука, Джозеф Банкс встречался и беседовал с местными жителями. Он записал около 60 слов и выражений местного диалекта (кууку-йимитирского языка), включая и название интригующего животного, которого аборигены называли гангурру (англ. gangurru), которое было записано как кангару (англ. kangaru).
Кенгуру были впервые увидены европейцами через несколько дней после их высадки, на соседнем холме — Грасси-Хилл (англ. Grassy Hill).
Кук присвоил название «Индевор» местной реке, в честь своего корабля. Весь полуостров он назвал Кейп-Йорк, в честь Герцога Йоркского. После этого он объявил всё восточное побережье Австралии владениями Англии.

### Экспедиция Кинга
Вторая официально зарегистрированная экспедиция в этот район состоялась почти 50 лет спустя. В 1819-20 годах сюда прибыл ботаник Аллан Каннингем, сопровождавший капитана Филипа Паркера Кинга (англ. Phillip Parker King). Каннингем собрал множество образцов местной флоры для Британского музея и лондонских Садов Кью.

### Золотая лихорадка
В 1872 году Уильям Ханн (англ. William Hann) обнаружил золото в районе реки Палмер (англ. Palmer River), на юго-западе от места, где в настоящее время расположен Куктаун. Об этой находке стало известно Джеймсу Маллигану (англ. James Mulligan), который в 1873 году возглавил повторную экспедицию в этот район. Наличие крупного месторождения золота было подтверждено, в долину реки Индевор хлынули искатели приключений со всего мира.
Правительство Квинсленда было напрямую заинтересовано в разработке месторождений золота на территории своего штата. Для обслуживания старателей необходим был сервисный город-порт. И первым таким портом стал Куктаун, основанный в 1873 году. Немного позднее, с этой же целью, были основаны Кэрнс (1876 год) и Порт-Дуглас (1877 год).
Разработка месторождения шла успешно. С 1873 по 1890 год было добыто 15 500 кг золота. Вместе с увеличением добычи золота развивался и Куктаун. По приблизительным оценкам в 1880 году в графстве проживало около 7000 человек и 4000 жили непосредственно в самом городе. В Куктауне было много гостиниц и пабов для приезжих. Были магазины, пекарни, пивоваренный завод, кирпичный и деревообрабатывающий заводы, выпускались две газеты.
В те дни в городе значительную роль играла китайская община. Изначально китайцы приезжали как старатели, но многие из них занялись торговлей. Одни снабжали графство рисом и другими продуктами питания, другие открывали магазины.
В 1875 году вспыхнул конфликт между европейскими поселенцами и старателями, с одной стороны, и местными аборигенами, с другой. В результате местные племена были уничтожены. В 1881 году был построен мост через реку Индевор. Новый мост сделал доступными обширные пастбища в долинах рек Индевор и МакИвор (англ. McIvor River). В 1884 году в районе реки Аннан (англ. Annan River), южнее Куктауна, было найдено олово.
После окончания «золотой лихорадки» количество жителей городка начало постепенно сокращаться. В 1875 и 1919 годах произошли крупные пожары, полностью уничтожившие все здания на главной улице Куктауна. Сильнейший тропический циклон в 1907 году внес свой вклад в дальнейшее разрушение города.

### Вторая мировая война
К 1940 году в Куктауне осталось мало следов «золотой лихорадки» конца XIX века. Во время Второй мировой войны рядом с городом была расположена военная база. На ней размещались 20 000 австралийских и американских военнослужащих, участвовавших в боевых действиях на Тихом океане и Новой Гвинеи. Аэропорт Куктауна сыграл важную роль во время сражения в Коралловом море, в ходе которого было остановлено продвижение японских войск на австралийские территории.
В годы войны большая часть населения полуострова Кейп-Йорк, как коренного, так и «белого», была эвакуирована на юг. Во время переезда многие аборигены погибли, а оставшиеся в живых так и не смогли вернуться на свои исконные земли.

### Современный период
В настоящее время власти региона стараются показать, что отношения между аборигенами и «англосаксами», проживающими в этом графстве, существенно улучшились. На центральной улице города расположен Центр общины аборигенов (англ. Aboriginal Community Centre), названный Гунгард (англ. Gungarde ), в память о живших здесь племенах гуугу йимитир. Также Куктаун является центром поддержки нескольких общин коренных жителей, живущих в этом графстве, включая народы Хоупвэйл (англ. Hopevale), живущие в 47-ми километрах к северо-западу и народы Вуджал-Вуджал (англ. Wujal Wujal), живущие в 72-х километрах к югу.
На месте первой встречи между британскими моряками и местными аборигенами была построена «Стена истории» (англ. Milbi Wall). Стена рассказывает историю Куктауна и реки Индевор с точки зрения местных племён. Данный памятник является знаком примирения «белых» с коренными жителями этого графства.

## Инфраструктура

### Транспорт
Для жителей графства Кук автотранспорт является основным видом транспорта. Из Кэрнса до Куктауна можно добраться по автомагистрали «Кеннеди» (англ. Kennedy) и далее по дороге «Пининсула-Дивелопментал» (англ. Peninsula Developmental). Дорога обходит с западной стороны большой горный массив, по этой причине в общей сложности придётся проехать около 300 километров. Продолжая двигаться по дороге Пининсула-Дивелопментал на северо-запад можно попасть в городок Уэйпа, на западном побережье полуострова Кейп-Йорк.
На расстоянии 7 километров на северо-запад от центра города расположен небольшой аэропорт местного значения — Аэропорт Куктаун (англ. Cooktown Airport). Ближайший международный аэропорт — Аэропорт Кэрнс. Основное направление аэропорта Куктауна — рейсы до Кэрнса, время полета составляет 90 минут.

## Туризм

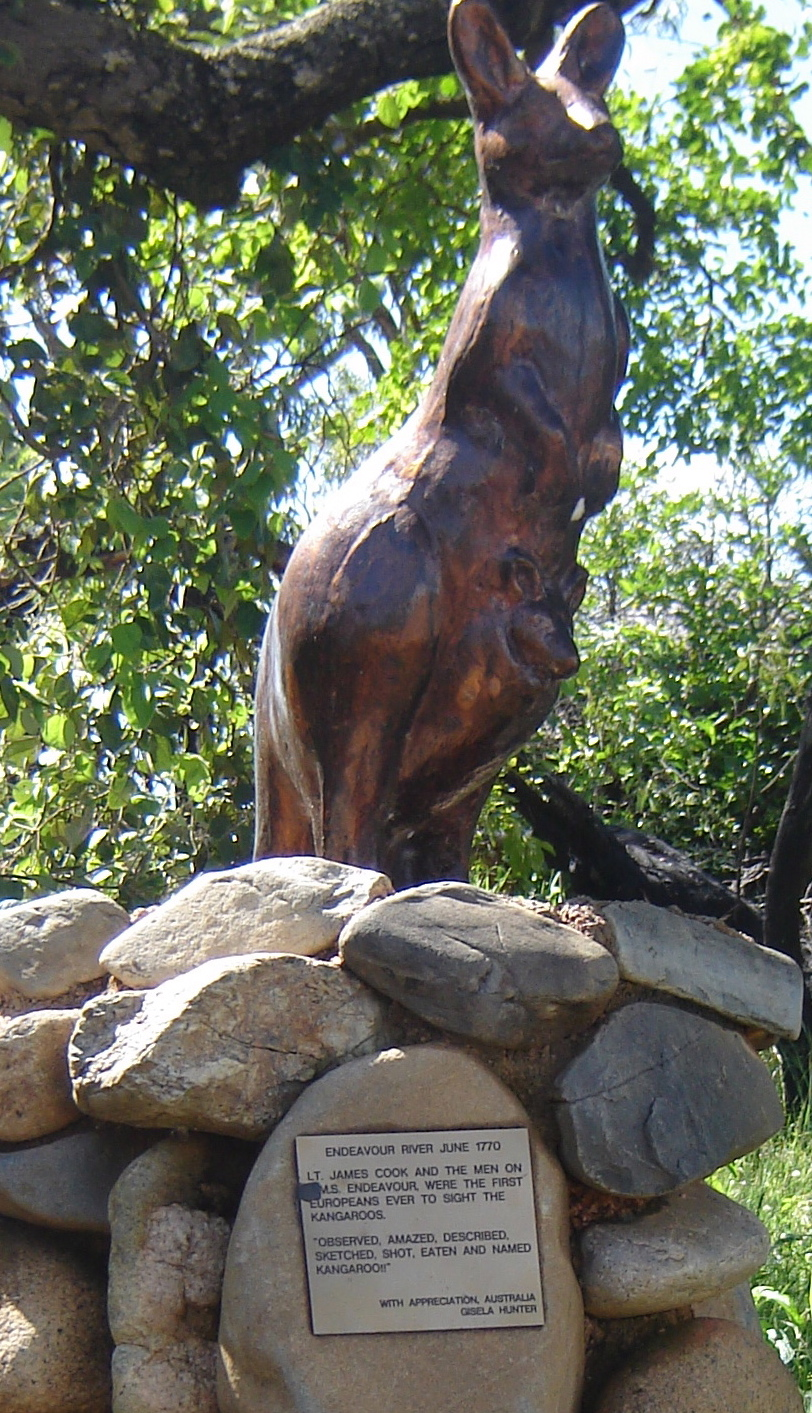
Памятный знак, поставленный на месте первой встречи европейцев из экспедиции британского мореплавателя Джеймса Кука с кенгуру

Благодаря развитию транспортной сети и туристической инфраструктуры Куктаун стал зарабатывать на туристическом бизнесе. Город является отправной точкой для путешествий по нетронутым человеком национальным паркам северной и центральной части полуострова Кейп-Йорк и северной части Большого барьерного рифа. До сих пор это место одно из самых малонаселенных и малоизученых на нашей планете.
Флора Куктауна представляет особый интерес для ботаников. Город находится на стыке нескольких растительных зон, в том числе тропических и склерофиловых лесов (англ. sclerophyll), песчаных дюн и лагун. Многие образцы редких растений собраны в городском Ботаническом саду.

### Достопримечательности
- Большой барьерный риф — гряда коралловых рифов и островов в Коралловом море. Расположен менее чем в получасе пути от города.
- Даинтри-Рейнфорест (англ. Daintree Rainforest) — тропический лес, расположенный южнее города, является частью Влажных тропиков Квинсленда. В лесу был создан Национальный парк (англ. Daintree National Park), сохраняющийся как объект Всемирного наследия ЮНЕСКО.
- Национальный парк остров Лизерд (англ. Lizard Island National Park) — расположен на острове Лизерд (англ. Lizard Island ), который является частью Большого барьерного рифа. На острове расположен дом отдыха.
- Национальный парк Лейкфилд (англ. Lakefield National Park) — расположен в 140 километрах на северо-запад от города. Дикий уголок — отличное место для рыбалки и отдыха.
- Ботанический сад Куктауна — красиво оформленные сады, собрана уникальная коллекция растений местного происхождения.

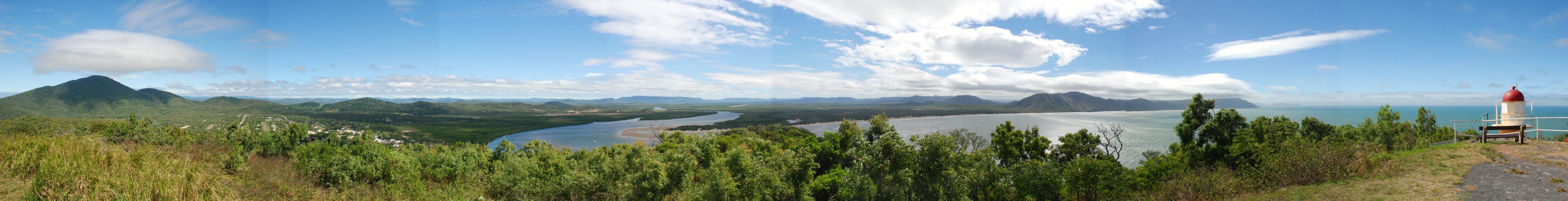
Панорама Куктауна с холма Грасси-Хилл

## Климат
Куктаун, по классификации Кёппена, расположен в зоне жаркого тропического климата. Сезон дождей c тропическими муссонами длится с декабря по апрель, а относительно сухой сезон с мая по ноябрь. В среднем, за год, в Куктауне выпадает около 1800 мм осадков.
| Показатель                                                              | Янв.  | Фев.  | Март  | Апр.  | Май  | Июнь | Июль | Авг. | Сен. | Окт. | Нояб. | Дек.  | Год    |
| ----------------------------------------------------------------------- | ----- | ----- | ----- | ----- | ---- | ---- | ---- | ---- | ---- | ---- | ----- | ----- | ------ |
| Средний суточный максимум, °C                                           | 31,4  | 31,2  | 30,3  | 29,1  | 27,6 | 26,2 | 25,7 | 26,4 | 27,7 | 29,3 | 30,7  | 31,5  | 28,9   |
| Средний суточный минимум, °C                                            | 24,3  | 24,1  | 23,9  | 23,1  | 21,7 | 19,9 | 19,2 | 19,7 | 21,2 | 22,7 | 23,9  | 24,3  | 22,3   |
| Норма осадков, мм                                                       | 375,6 | 377,6 | 389,4 | 218,3 | 78,7 | 50,2 | 26,8 | 30,0 | 16,3 | 22,1 | 61,6  | 162,7 | 1813,6 |
| Источник: http://www.bom.gov.au/climate/averages/tables/cw_031016.shtml |       |       |       |       |      |      |      |      |      |      |       |       |        |

## Галерея

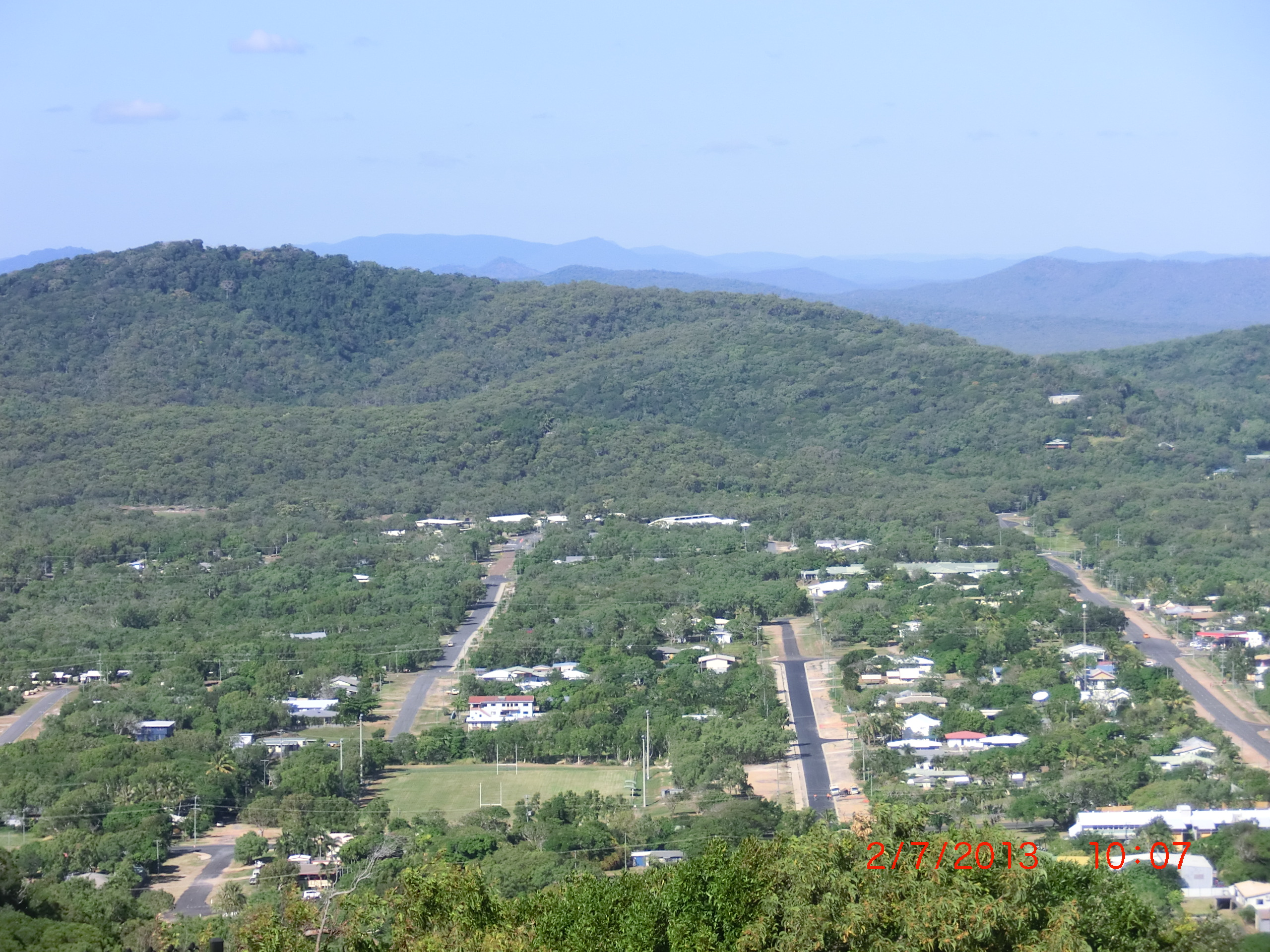
Вид на Куктаун с холма
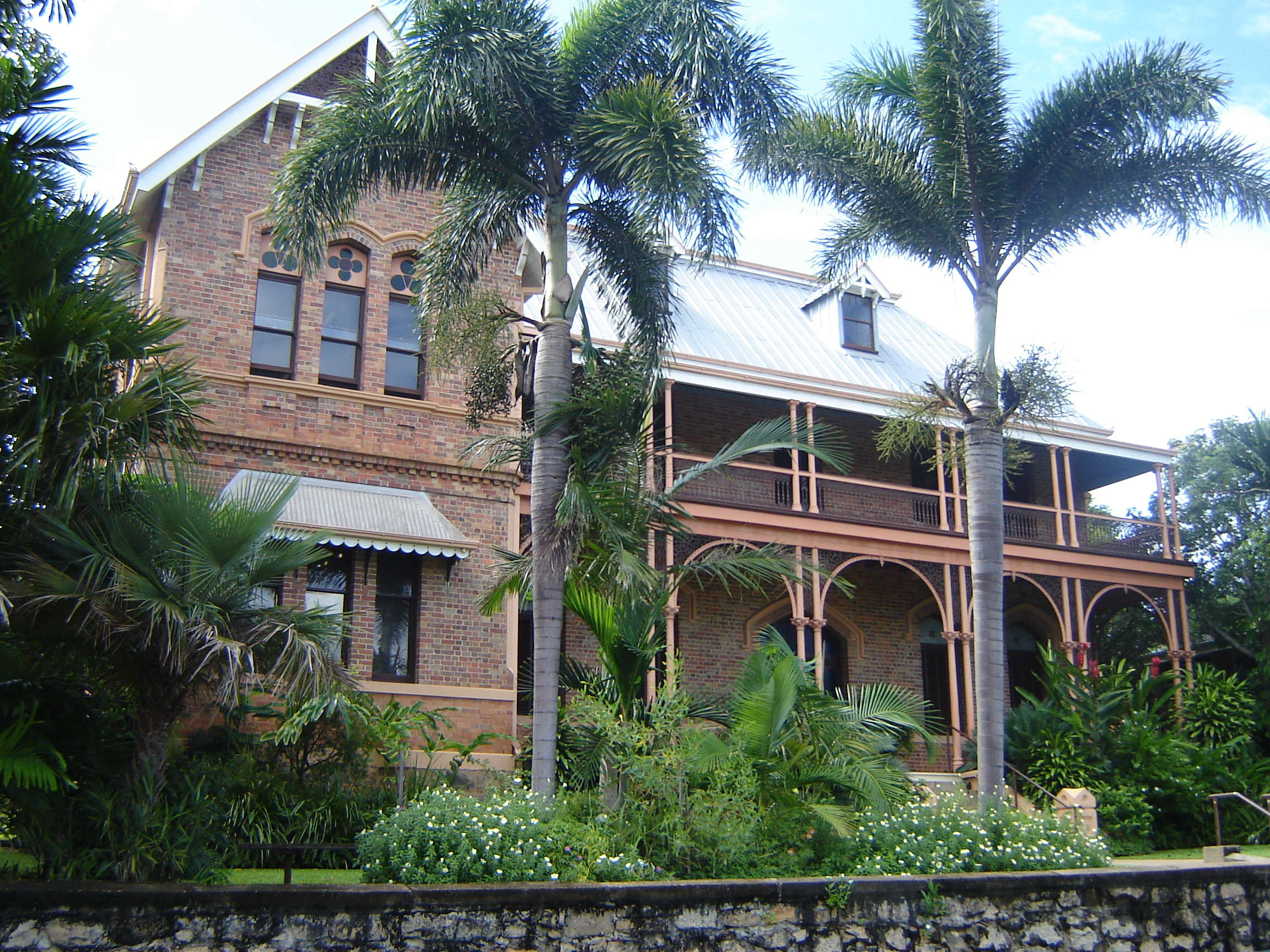
Музей Джеймса Кука, Куктаун
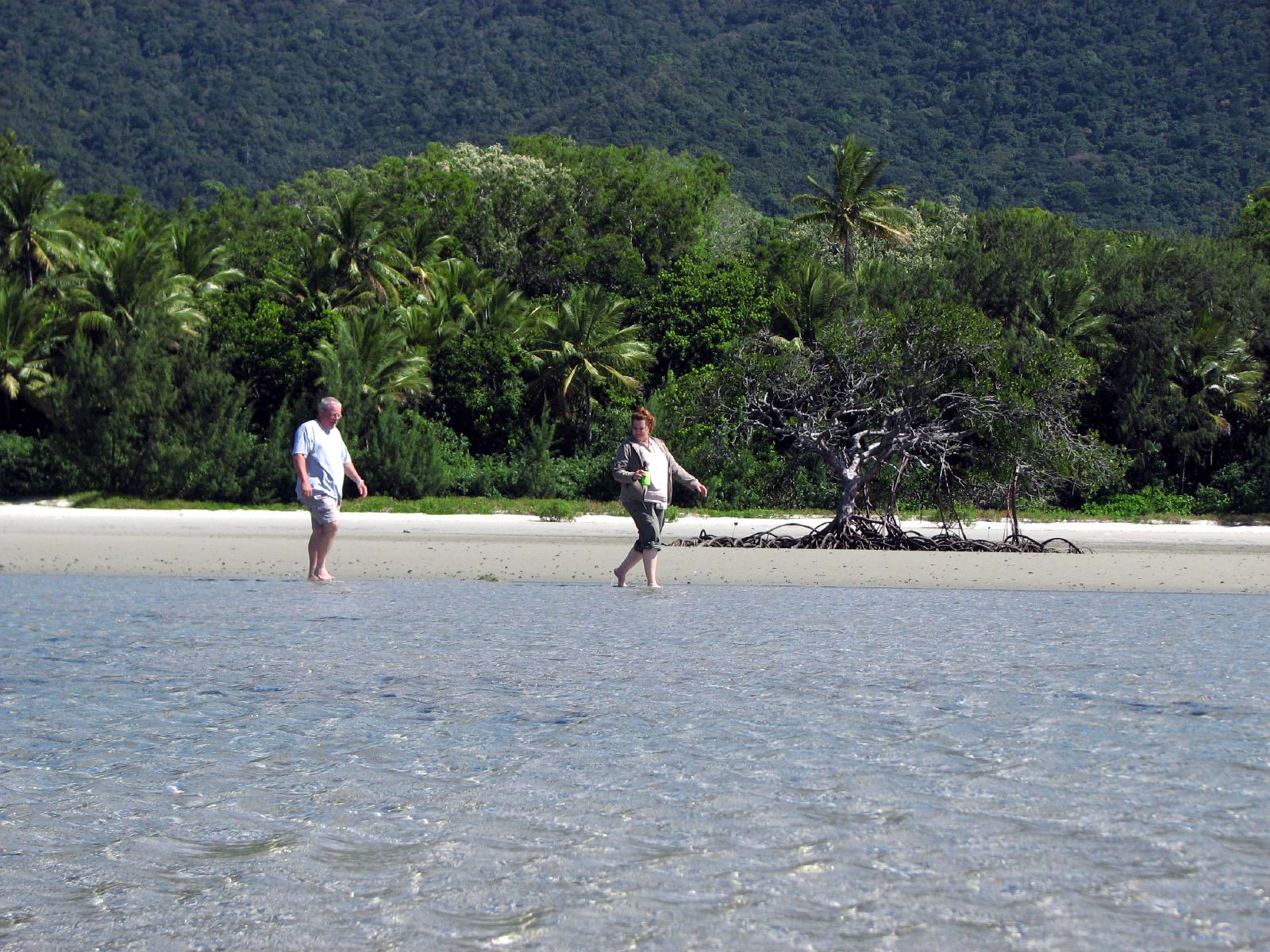
Пляж, Куктаун
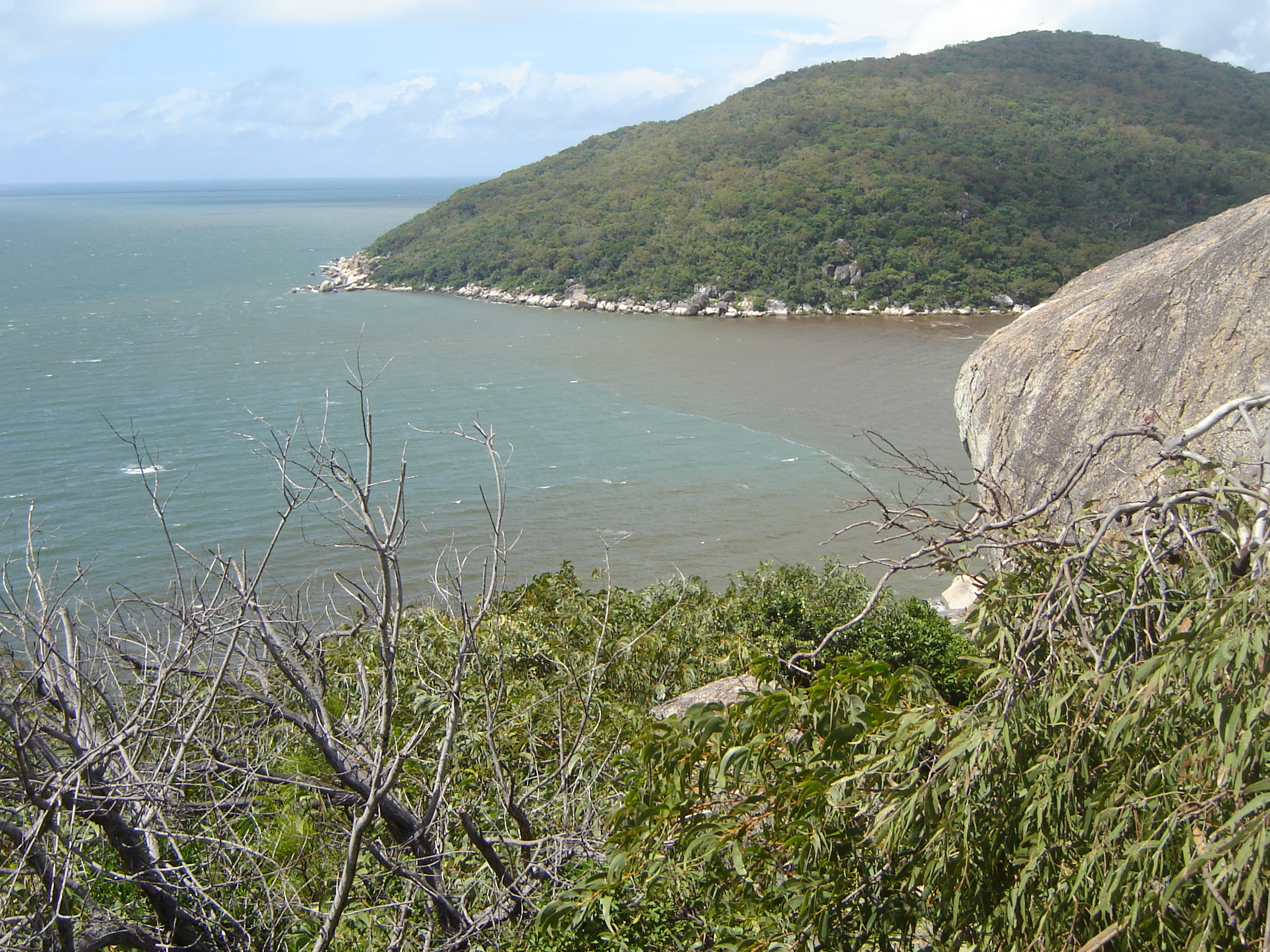
Залив Финч, Куктаун
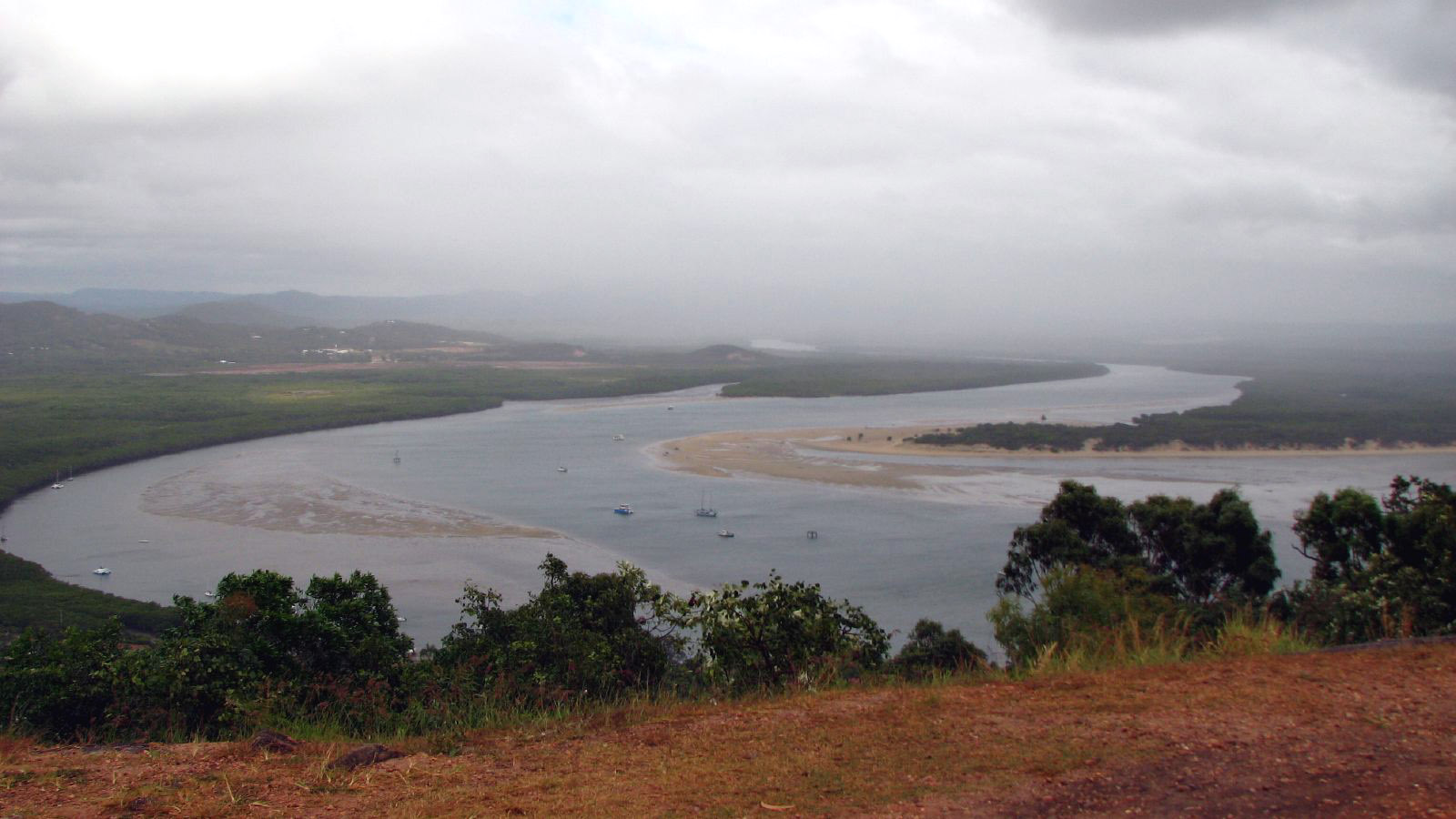
Река Индевор
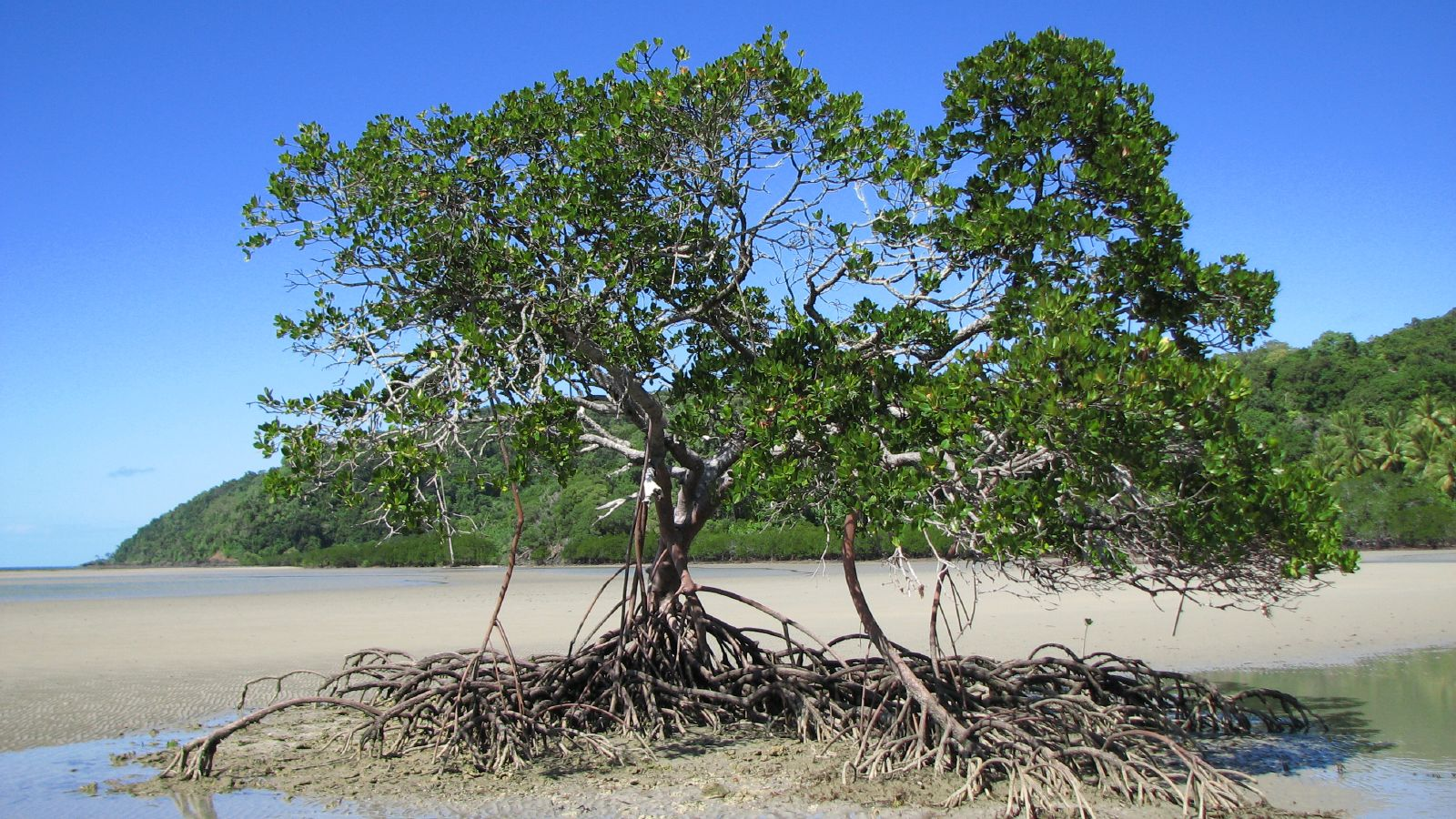
Мангра, Куктаун